# Ртенични мишић врата
Ртенични мишић врата (лат. musculus spinalis cervicis) је парни мишић, који припада трећем слоју задње старне вратне мускулатуре. С обзиром на порекло, он улази у састав мишића опружача кичме, који се налази у дубоком слоју леђних мишића. Ртенични мишић врата је танак, нестални члан ове мишићне масе и локализован је непосредно уз кичмени стуб.
Припаја се на ртним наставцима вратних и прва два грудна кичмена пршљена.
Слично осталим мишићима из трећег слоја вратне мускулатуре, инервисан је од стране задњих грана вратних живаца. Основна функција му се огледа у опружању (екстензији) главе при обостраној контракцији и њеном бочном савијању при унилатералном дејству.